# 晏绍祥
晏绍祥（1962年10月1日—），安徽金寨人，教育部长江学者特聘教授，首都师范大学教授。

## 生平
1984年毕业于安徽师范大学历史系，1987年于内蒙古大学获硕士学位，2000年于东北师范大学获博士学位。曾任华中师范大学历史系教授。2007年调入首都师范大学，任历史学院教授、博士生导师。
主要从事世界古代中世纪史研究工作。主持国家社会科学基金等课题多项，发表论文100余篇。2019年获评“北京市高等学校教学名师”。

## 学术兼职
中国世界古代中世纪史研究会会长，国务院学位委员会第八届学科评议组世界史组成员。

## 著作

### 专著
- 《古典历史研究发展史》（1999年，华中师范大学出版社）
- 《荷马社会研究》（2006年，上海三联书店）
- 《世界通史：古代中世纪卷》（第一作者）（2006年，华中师范大学出版社）
- 《世界上古史》（2009年，中国人民大学出版社）
- 《探索古希腊文明》（第一作者）（2012年，太白文艺出版社）
- 《埃及艳后》（2012年，长江文艺出版社）
- 《古典历史研究史（上下卷）》（2013年，北京大学出版社）
- 《古典民主与共和传统（上下卷）》（2013年，北京大学出版社）
- 《古代希腊》（2018年，北京师范大学出版社）
- 《希腊城邦民主与罗马共和政治》（2019年，人民出版社）
- 《古代希腊民主政治》（2019年，商务印书馆）

### 译著
- 《会说话的希腊石头》（2000年，浙江人民出版社）
- 《罗马的遗产》（第一译者）（2002年，上海人民出版社）
- 《希腊帝国主义》（2005年，上海三联书店）
- 《古代战争与西方战争文化》（2007年，外语教育与研究出版社）
- 《早期希腊》（2008年，上海人民出版社）
- 《古代世界的政治》（第一译者）（2013年，商务印书馆）
- 《古代战争简史》（2013年，外语教学与研究出版社）
- 《外族的智慧：希腊化的局限》（2013年，生活·读书·新知三联书店）
- 《罗马共和国政制》（2014年，商务印书馆）

## 奖励
- 2003年，获第三届中国高校人文社会科学研究优秀成果三等奖[4]
- 2009年，获第五届中国高校人文社会科学研究优秀成果三等奖[5]
- 2014年，获首届“日知世界史奖”二等奖[6]
- 2015年，获第七届高等学校科学研究优秀成果奖（人文社会科学）三等奖[7]
- 2024年，获第九届高等学校科学研究优秀成果奖（人文社会科学）一等奖